# FIGUGEGL
FIGUGEGL ist ein Akronym für den Werbeslogan „Fondue isch guet und git e gueti Luune“ (Schweizerdeutsch für „Fondue ist gut und gibt eine gute Laune“).
Der Werbespruch wurde in den 1950er Jahren von der Werbeagentur Gisler+Gisler (Doris Gisler) und der damaligen Schweizerischen Käseunion zur Steigerung des Käsekonsums lanciert; als der Satz gut bekannt war, kam in den 1980er das Akronym hinzu. Die Kampagne wirkt bis heute nach und die Bedeutung des Akronyms ist in der Deutschschweiz entsprechend bekannt. Die Werbung wurde auch in Restaurants verwendet.
In einer neuen Promotionskampagne wurde ab 1994 für „RIGUGEGL“ statt „FIGUGEGL“ geworben, was für „Raclette isch guet und git e gueti Luune“ steht.